# 横山あきお
横山 あきお（よこやま あきお、本名：横山 孝信、旧芸名：青空あきお・横山あきを、1930年9月26日 - 2014年6月20日）は、日本の俳優、コメディアン。最終所属は優企画。
富山県富山市出身。日本大学芸術学部中退。

## 人物・来歴
元は映画監督志望で上京し、大空ヒットに師事。
最初は兄弟子の大空はるか（後のケーシー高峰）と「大空はるか・かなた」を組み、そこそこ売れたが、長続きせずに解散。
次いで兄弟子の大空曇天、大空かんだとコンビを組み「大空はるか・かなた」を継続させたが、大空ヒットから破門される。
コロムビア・トップの青空一門に移籍して青空はるおと「青空はるお・あきお」を結成。1967年『NHK漫才コンクール』で優勝し、その実力を認められた。
1972年、コンビ解散後に俳優へ転向（その際に改名）。味のある名脇役として活動し、風貌とイメージからラーメン店員などのアジア系外国人役を演じることがあった。
2014年6月20日午後7時43分、肺炎のため東京都内の病院で死去した。83歳没。

## 出演

### 映画
- 東京ナイト（1967年） - トラックの運転手 役（相方と同役）
- 新幹線大爆破（1975年） - あかね荘の管理人 役
- あいつと私（1976年） - 浅田金吾（けい子の父） 役
- 神様のくれた赤ん坊（1979年） - サラリーマン風の男 役
- 天平の甍（1980年） - 水夫 役
- 裸の大将放浪記〜山下清物語〜 (1981年) - 渡辺 役
- 楢山節考（1983年） - 雨屋 役
- タンポポ（1985年） - 中華そば屋料理人 役
- 四月の魚（1986年） - マネージャー 役
- 吉原炎上（1987年） - 遊郭の客 役
- 山田ババアに花束を（1990年）
- みんな〜やってるか!（1993年） - 工場のオヤジ 役
- つげ義春ワールド・ゲンセンカン主人より「李さん一家」（1993年） - 李さん 役
- 梟の城（1999年） - 前田利家
- ワンダフルライフ（1999年）
- 川の流れのように（2000年）
- どら平太（2000年）
- 理由（2004年）
- ドラッグストア・ガール（2004年）
- 遠くの空に消えた（2007年）
- 転々（2007年） - 石膏仮面 役
- 20世紀少年（2008年） - 浜さん 役
- おとうと（2010年） - ジローさん 役
- 天使突抜六丁目（2011年） - 細原 役

### テレビドラマ
- 顎十郎捕物帳（1968年、TBS）
- 怪盗ラレロ（1968年、NTV / 東映） - ラレロ
- ワン・ツウ・アタック!（1971年、東京12チャンネル）
- パパと呼ばないで 第28話「園子の縁談」（1973年、NTV / ユニオン映画） - 松原一平
- なんたって18歳! 第40話「まどか捕物帖」（1972年、TBS / 国際放映）
- プレイガールシリーズ（東京12チャンネル / 東映）
  - プレイガール
    - 第158話「暴力教師暴発す!」（1972年） - 組長
    - 第198話「女が男を脱がす時」（1973年） - 秋月信太郎
    - 第209話「猟奇世界一の女」（1973年） - あきお
    - 第222話「怪談 屋根裏の悪霊」（1973年） - 明夫
    - 第241話「女は裸で七変化」（1973年） - 松吉

  - プレイガールQ (1975年) 
    - 第18話「可愛い天使は裸で消えた!!」- 楽器店々員
    - 第19話「スリラー・寝室の殺人鬼」 - 捜査係長
    - 第25話「連れ込みホテル殺人事件」 - 芝山寅造
    - 第49話「ポルノ女優連続殺人事件」 - 特別出演※横山あきを名義
    - 第58話「ラブ・ホテル殺人事件」（1975年） - 特別出演※横山あきを名義
    - 第62話「初笑い! 裸でびっくりお色気合戦」（1976年） - パトロン
    - 第66話「人妻売春組織」（1976年）
- ウルトラシリーズ
  - ウルトラマンA 第40話「パンダを返して!」（1973年、TBS / 円谷プロ） - パンダ堂のおじさん
  - ウルトラマン80 第46話「恐れていたレッドキングの復活宣言」（1981年、TBS / 円谷プロ） - 壺の精マアジン
  - ウルトラマンダイナ 第48話「ンダモシテX」（1998年、毎日放送 / 円谷プロ） - 丸七花火社長・スミダガワ
- アイフル大作戦 第2話「男性飼育必敗法」（1973年、TBS / 東映）
- ミラーファイト（1974年、東京12チャンネル / 円谷プロ） - ナレーション
- バーディ大作戦　第24話「警官ギャング」（1974年、TBS / 東映） - 焼き鳥屋の親父
- 座頭市物語 第14話「赤ン坊喧嘩旅」（1975年、CX）
- 水戸黄門 第6部 第9話「偽黄門さまの助太刀 ‐福岡‐」（1975年、TBS / C.A.L） - 太吉 ※横山明夫名義
- 前略おふくろ様 第5話（1975年、日本テレビ/ 渡辺企画） - 分田上の客
- 特別機動捜査隊 第732話「捨て子の詩」（1975年、NET / 東映） - 部長
- 夫婦旅日記 さらば浪人 第20話「神かくしの村」（1976年、フジテレビ）
- 気まぐれ本格派 第15話「男だったらやってみろ」（1978年、NTV / ユニオン映画）
- 新五捕物帳 第16話 「おらが村にも春が来た」（1978年） - はね馬のゲン六
- 大追跡（1978年、NTV / 東宝） - 中浜署・水口刑事
  - 第3話「悪女が躍る」
  - 第7話「札束と赤いバラ」
- 大江戸捜査網（東京12チャンネル・三船プロ）
  - 第386話「幼女が裁いた赤い罠」（1979年）
  - 第461話「人情 男涙の恩返し」（1980年） - 夜烏の源蔵の子分
  - 新 大江戸捜査網第12話「さらば極道情け節」（1984年6月23日、テレビ東京）- 玩具売り
- 鉄道公安官 第8話「俺とスリとあの子」（1979年、ANB / 東映）
- 必殺シリーズ（ABC / 松竹）
  - 翔べ! 必殺うらごろし 第15話「馬が喋べった! あんた信じるか」（1979年） - 孫市
  - 必殺仕事人III 第22話「遊女に惚れられたのは勇次」（1983年） - 平助
- 熱中時代（NTV）
  - 先生編 第9話（1978年） - 藤山
  - 刑事編 （1979年） - 佐賀
    - 第25話「熱中刑事ワナにかかる」
    - 第26話「ハッピーだぜ！熱中刑事」
- 探偵物語（NTV）
  - 第10話「夜の仮面」（1979年） - ラーメン店主
  - 第16話「裏切りの遊戯」（1980年） - 刑事
- 江戸の牙 第13話「悲哀 北から来た男」（1979年、ANB） - 米吉
- 日本名作怪談劇場 第12話「怪談 奥州安達ヶ原」（1979年、12ch）- 猿介
- 桃太郎侍 （NTV / 東映）
  - 第169話「百拾番は殺しの番号」（1980年） - 助左
- 裸の大将放浪記 （関西テレビ / 東阪企画）
  - 第2話 「欲張りの人も沢山いるので」（1980年） - 踏切警手
  - 第43話「清がサーカスにやってきた」（1990年） - 国際大サーカス団員
- 生徒諸君!（1980年、ANB / 東映）- 岩崎祝の父
- 警視庁殺人課 第18話「ハイウェイ殺人事件・死の運び屋」（1981年、ANB / 東映）
- 文吾捕物帳 第8話「女風呂のべぐり逢い」（1981年、ANB / 三船プロ）
- GOGO! チアガール （1981年、TBS / 東宝）
- 吉宗評判記　暴れん坊将軍
  - 第156話「子連れじょんがら無念流」（1981年） - 郡司大之進
- 西部警察 PART-III（ANB）
  - スペシャル「燃える勇者たち」（1984年） - サーカス団長
  - 第69話「愛の旅立ち」（1984年）- 元・ヤク売人
- 宇宙刑事シャイダー 第10話「トワイライトの家」（1984年） - 高山一夫
- ただいま絶好調! 第14話「博多行き夜行列車」（1985年、ANB / 石原プロ）
- 特捜最前線（ANB・東映）
  - 第433話「モーニング・コールの証明!」（1985年）
  - 第497話「翔んでる目撃者!」（1986年） - 区民福祉センター職員
- 時空戦士スピルバン第19話「ハッとする危険回路のかくしワザ」（1986年） - 大野所長
- あぶない刑事 第14話「死闘」（1987年、NTV） - 猫田
- じゃあまん探偵団 魔隣組 第5話「恐怖の実験室」（1988年、フジテレビ / 東映） - 木曽川秀麿
- 土曜ワイド劇場「能登半島婚約旅行殺人事件」（1988年3月、ANB / C.A.L）
- 火曜サスペンス劇場（NTV系）
  - 「火刑都市」（1989年4月、総合プロデュース）
  - 「盗聴の夜」（1991年7月、CTV）
  - 「テレホンママ」（1997年1月、NTV映像センター） - 居酒屋店主
  - 「下町・銭湯騒動記」（2002年10月、NTV映像センター） - ホームレス
  - 「警部補 佃次郎21・妻の初恋」（2005年9月、テレパック）
- 美少女仮面ポワトリン 第25話「てんぷら屋さんの町おこし」（1990年、CX） - うなぎ屋
- 世にも奇妙な物語（CX）
  - 「帰れない」（1991年）
  - 「三人死ぬ」（1991年）
- 不思議サスペンス「秘密箱からくり箱、殺した女」（1991年8月、KTV / 東映）
- うたう!大龍宮城 第22話「イワシ」（1992年、CX） - 重役
- 法医学教室の事件ファイル 第1シリーズ（1992年） - 山崎徳三 役
- 高校教師（1993年、TBS）
- ダブル・キッチン（1993年） - 溝口課長
- 西遊記（NTV）
- 天までとどけ6（1997年） - 桑原幸三 役
- 連続テレビ小説（NHK）
  - 君の名は（1991年） - 善吉 役
  - あぐり（1997年） - 質屋の主人 役
  - ちゅらさん（2001年） - 藤田 役
- ガラスの仮面 第6話「激突!! 三重苦の二人は永遠のライバル」（1997年、ANB） - 山下義夫 役
- 賭事女王（1999年、CX）
- ケイゾク 特別篇（1999年、TBS） - 伊佐野村村長
- 永遠の仔（2000年4月10日 - 6月26日） - 西谷（入院患者） 役
- 京極夏彦 「怪」 第4話「福神ながし」（2000年9月15日、WOWOW） - 福禄寿
- 御家人斬九郎 第5シリーズ 第3話「最後の忍者」（2001年、CX / 映像京都） - 番頭
- 怪談百物語（2002年、CX）
- 僕の生きる道 第9話（2003年3月4日、KTV）
- こちら本池上署 第4話（2003年5月5日、TBS）
- 金曜エンタテイメント『大がかりな嘘 夫がセクハラ!? 文子が知った真実とは？』（2003年8月8日、CX）
- 女金融道シリーズ1（2003年） ‐ 松本五郎
- 夢みる葡萄 〜本を読む女〜 第2話（2003年10月6日、NHK）
- TRICK3（2003年11月13日・2003年11月20日、ANB） - 古川良平 役
- 川、いつか海へ 6つの愛の物語 第6話（2003年12月21日、NHK）
- 新選組!（2004年、NHK） - 京屋忠兵衛
- 顔（2004年、CX）
- 銭形平次 第2シリーズ 第9話「最期の激闘!絶体絶命、下手人は笹野!!」（2005年、テレビ朝日）- 五平 ※村上弘明版
- ハチロー（2005年、NHK）
- 柳生十兵衛七番勝負（2005年、NHK） - 茂平
- ヒミツの花園（2005年、KTV）
- 相棒 Season 4（2005年、EX） - 偽投函人
- 時効警察（2007年、EX）
- 獣拳戦隊ゲキレンジャー 第22話「キュイキュイ! セレブとデート」（2007年、EX） - 執事
- チーム・バチスタの栄光（2008年、KTV） - 田口周蔵
- オトコマエ!2（2009年、NHK） - 旅籠「奈良屋」主人
- まっすぐな男 第8話（2010年、KTV）- 医者
- カエルの王女さま 第2話（2012年、CX） - 商店街会長
- リーガル・ハイ 第7話（2012年、CX） - 裁判長
- イロドリヒムラ 第5話（2012年、TBS） - 森田

ほか多数

### CM
- 全農（北海道はホクレン）「パールライス」※青空はるおと共演
- 茂野製麺「味川柳」
- 七越「七越ラーメン、餃子」（富山ローカル）